# Ochilview Park
Der Ochilview Park ist ein Fußballstadion in der schottischen Stadt Stenhousemuir, Falkirk. Die Anlage ist seit dem Jahr 1890 die Heimspielstätte des 1884 gegründeten FC Stenhousemuir der aktuell in der Scottish League One spielt. Das Stadion hat eine Kapazität von 3.746, davon 626 Sitzplätze. Außerdem fanden dort vorübergehende Heimspiele anderer nahegelegener Vereine statt, darunter Stirling Albion, dem FC Falkirk und East Stirlingshire.

## Geschichte
Der FC Stenhousemuir wurde im Jahr 1884 nach der Abspaltung von einem lokalen Team namens „Heather Rangers“ gegründet. Der Verein spielte zunächst im Tryst Park und später im Goschen Park, bevor er 1890 in den Ochilview Park zog. Der Name Ochilview leitet sich von den nahe gelegenen Ochil Hills ab, die vom Stadion aus sichtbar sind. 1928 wurde eine neue Haupttribüne mit Sitzbänken für 310 Zuschauer gebaut. Diese wurde als Ersatz für die vorherige Tribüne errichtet, die am 2. April desselben Jahres durch einen Brand zerstört wurde. Der Zuschauerrekord von 12.525 wurde während eines Viertelfinalspiels des schottischen Pokals zwischen Stenhousemuir und dem späteren Finalisten FC East Fife am 11. März 1950 aufgestellt. Ein Jahr später schrieb sich Ochilview in die Geschichte des schottischen Fußballs ein, als es am 7. November 1951 während eines Freundschaftsspiels gegen Hibernian Edinburgh Austragungsort des ersten Flutlichtspiels in Schottland war.
1994 erwog der FC Stenhousemuir einen Verkauf des Ochilview für 2,5 Millionen Pfund an die Supermarktkette Safeway. Durch Planungsvorschriften wurde die Umsetzung jedoch verworfen und stattdessen wurde beschlossen das bestehende Stadion zu modernisieren. Am Ende der Saison 1994/95 wurde die überdachte Tribüne auf der Südseite des Stadions abgerissen, um Platz für eine neue Haupttribüne mit 626 Sitzplätzen zu errichten. Die neue Tribüne, die in der Saison 1996/97 eröffnet wurde, wurde aufgrund eines Sponsoringvertrags mit Stenhousemuirs norwegischem Fanclub später als „Norway Stand“ bezeichnet. Es handelt sich nun um die einzige Sitzplatztribüne vor Ort, da die alte Haupttribüne gegenüber im April 1999 abgerissen werden musste. Die Nordseite des Geländes wird heute größtenteils als Parkplatz genutzt.

### Ausweichspielstätte
Im Ochilview Park fanden im Laufe seiner Geschichte mehrere Vereinbarungen über die Nutzung des Geländes von Vereinen in der Nähe statt. Stirling Albion nutze den Ochilview in der Saison 1992/93 für seine Heimspiele, während das frühere Heimstadion des Vereins, das Annfield Stadium, abgerissen wurde. Der Verein zog 1993 in das neue Forthbank Stadium. Der FC Falkirk war in der Saison 2003/04 im Ochilview Park, während der Brockville Park abgerissen wurde, und durch das Falkirk Stadium ersetzt wurde. An der Nord- und Ostseite des Geländes wurden festzeltartige Tribünen errichtet, um die Kapazität des Geländes während der Mietzeit von Falkirk vorübergehend auf 5.267 zu erhöhen. Der nächste Verein, der sich das Stadion teilte, war mit dem FC East Stirlingshire ein weiterer Verein aus Falkirk. Der Verein war ab der Saison 2008/09 mehrere Jahre im Ochilview beheimatet, nachdem er aus dem Firs Park ausgezogen war, der 2012 abgerissen wurde. Der Vertrag war ursprünglich für einen Zeitraum von fünf Jahren ausgehandelt, East Stirlingshire spielte allerdings zehn Jahre im Ochilview, bis er 2018 in das Falkirk Stadium zog. Auch der FC Queen’s Park aus Glasgow spielte in den ersten Monaten der Saison 2022/23 im Ochilview Park, während die Renovierungsarbeiten im Lesser Hampden abgeschlossen wurden.

## Galerie

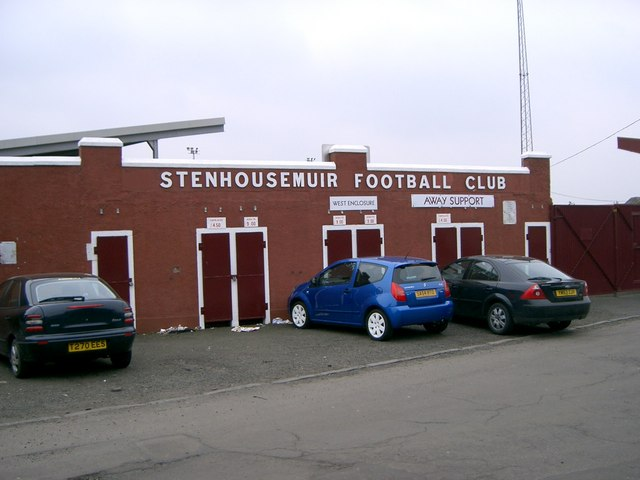
Blick auf die Rückseite der Haupttribüne
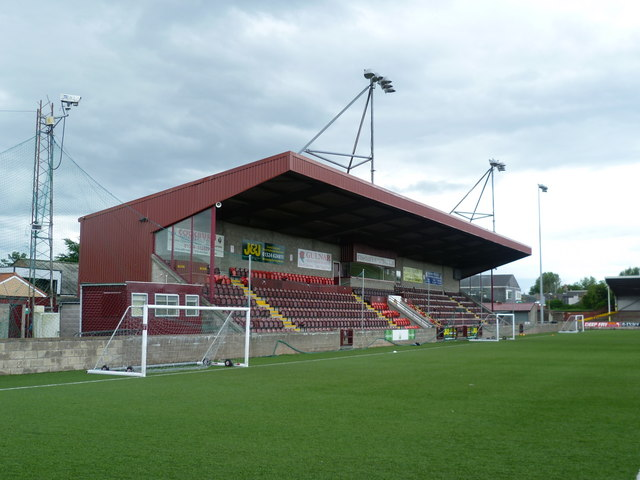
Der „Norway Stand“